# Louis Cappel
Louis Cappel (eller Ludovicus Cappellus) (1585 i nærheden af Sedan – 1658) var en fransk teolog og filolog.
Cappel blev født af fransk protestantiske forældre under disses flugt under de franske religionskrige.
Cappe studerede teologi i Sedan, senere studerede han arabisk ved Oxford. Han blev i 1613 ansat som professor i hebraisk ved universitetet i Saumur, hvor han oogså virkede som præst. Fra 1626 var han tillige professor i teologi indtil sin død i 1658.
Cappels betydning ligger især i hans studier af det gamle testamentes teksthistorie. I Arcanum punctationis revelatum (1624) påviste han, at de hebraiske vokaltegn og accenter stammer fra tiden efter Talmud’s afslutning, hvad jødiske og enkelte andre lærde
også havde erkendt, men ikke bevist så grundigt før.
Det førte til en heftig polemik med Buxtorf den Yngre, som hævdede, at Cappels mening stred mod inspirationslæren. I critica sacra gik Cappel endnu videre. Under henvisning til parallelsteder i det gamle testamente, afvigelser i de jødiske læsemåder, i citaterne i det nye testamente og i de gamle oversættelser viste han umuligheden af at hævde den gammeltestamentlige teksts integritet og søgte midler til at finde tekstens ældste skikkelse. Bogen fuldendtes i 1634, men kunne først trykkes i 1650 i Paris.
Også denne bog førte til en stor Polemik med Buxtorf o. a. I Diatriba de ueris et antiquis hebræorum literis (1645) viste han, at den hebraiske kvadratskrift er yngre end den samaritanske skrift. Den stærke modstand mod Cappel skyldtes udelukkende de hyper-ortodokse retninger, som især beherskede Tyskland og Schweiz, og som betragtede Cappell og hans kollega i Saumur Amyrault som kættere. Mod disse to er for en stor del Formula consensus Heluetica fra 1675 rettet.
Hans hovedværker er:
- Arcanum punctuationis revelatum, Leyde, 1624
- Critica sacra, 1650

Han er far til Jacques Louis Cappel.